# Works
Works (1983) es un álbum recopilatorio que contiene las 10 canciones de 1967 a 1973 de la banda de rock progresivo Pink Floyd, lanzado por Capitol Records (anterior discográfica de la banda) en 1983. El álbum hizo competencia con el álbum de los Floyd de aquel año, The Final Cut.
La principal novedad de esta recopilación es el tema Embryo, que apareció originalmente en una compilación de varios artistas en 1970 titulada Picnic - A Breath of Fresh Air. Junto a esta pieza destacan las versiones alternativas a las grabadas de Brain Damage y Eclipse.

## Temas Incluidos
1. "One of These Days" – 5:50
2. "Arnold Layne" – 2:52
3. "Fearless" – 6:03
4. "Brain Damage" – 3:50
5. "Eclipse" – 1:45
6. "Set the Controls for the Heart of the Sun" – 5:23
7. "See Emily Play" – 2:54
8. "Several Species of Small Furry Animals Gathered Together in a Cave and Grooving with a Pict" – 4:47
9. "Free Four" – 4:07
10. "Embryo" – 4:39

- Datos: Q779495